# الکساندر چخیریکین
الکساندر کونستانتینوویچ چخیریکین (به روسی: Александр Константинович Чехиркин، متولد ۱۳ مارس ۱۹۸۶) کشتی‌گیر فرنگی‌کار تیم ملی روسیه است.
از افتخارات وی می‌توان به کسب مدال طلا وزن ۷۷ کیلوگرم در مسابقات قهرمانی کشتی جهان ۲۰۱۸ اشاره کرد. وی سابقه حضور در المپیک ۲۰۲۰ توکیو را دارد.

## مسابقات قهرمانی کشتی جهان ۲۰۱۷
چخیریکین در وزن ۷۵ کیلو مسابقات قهرمانی کشتی فرنگی جهان ۲۰۱۷ پاریس حاضر بود که فاتح چنگیز از ترکیه، اولدریچ وارگا از چک، ژانگ گانگ از چین، تاماس لورینز از مجارستان را شکست داد و به فینال رسید. وی در فینال به ویکتور نمس کشتی‌گیر صربستان باخت و به مدال نقره بسنده کرد.
تست دوپینگ این ورزشکار پس از مسابقات مثبت اعلام شد و مدال نقره از وی گرفته شد.

## مسابقات قهرمانی کشتی جهان ۲۰۱۸
چخیریکین در وزن ۷۷ کیلو مسابقات قهرمانی کشتی جهان ۲۰۱۸ بوداپست حاضر بود که پس از غلبه بر ایگور پتریسنین از اسرائیل، کایراتبک توگولبایف از قرقیزستان، ویکتور نمس از صربستان، الوین مورسالیف از آذربایجان و الکس بیوربرگ کسیدیس از سوئد به فینال رسید. وی در فینال تاماس لورینز از مجارستان را شکست داد و مدال طلا وزن ۷۷ کیلوگرم را بدست آورد.